# Mentality
Mentality è il terzo EP del gruppo musicale statunitense SOJA uscito nel 2012, dopo la pubblicazione di Strenght to Survive.

## Tracce
1. Mentality – 4:09
2. Everything Changes – 5:06
3. Not Done Yet – 4:15
4. Everything Changes (Blanco Remix) – 4:05
5. Everything Changes (Helmut Remix) – 4:11
6. She Still Loves Me (acustica) – 4:32